# Лара Бустаманте, Фернандо
Фернандо Лара Бустаманте (исп. Fernando Lara Bustamante; 12 января 1911, Сан-Хосе, Коста-Рика — 16 декабря 1984, там же) — коста-риканский государственный деятель, министр иностранных дел Коста-Рики (1952—1953, 1966—1967, 1967—1970).

## Биография
Получил высшее юридическое образование. Служил в полиции, работал в аппарате Министерства народного просвещения.
- 1941 г. — один из основателей Демократической партии,
- 1942—1970 гг. — депутат Законодательного собрания,
- 1949 г. — входил в состав редакционной комиссии по проекту Конституции Второй республики, добился включения в неё поправки о запрете регулярного статуса армии,
- 1952—1953, 1966—1967, 1967—1970 гг. — министр иностранных дел. На этом посту подготовил подписание договора о Вечной дружбе с Испанией (1952), сыграл значительную роль в урегулировании вооруженного конфликта между Сальвадором и Гондурасом (1969).
- 1953 г. — в руководстве Организации центральноамериканских государств (OCAS),
- 1954—1955 гг. — президент Ассоциации адвокатов,
- 1960—1961 гг. — председатель Законодательного Собрания Коста-Рики.

Принимал участие в политической жизни до 1982 г.
Являлся профессором административного права и истории права в Университете Коста-Рики, был членом Академии наук Коста-Рики.